# Antonio de la Torre Villalpando
Antonio de la Torre Villalpando (Mexikóváros, 1951. szeptember 21.  – 2021. augusztus 2.) mexikói válogatott labdarúgó. 

## Pályafutása

### Klubcsapatban
1971 és 1974 között a Pumas UNAM, 1974 és 1982 között a Club América csapatában játszott. 1981-ben kölcsönben a Los Angeles Aztecs játékosa volt. 1982 és 1984 között a Club Puebla, 1984 és 1988 között a Club Atlas együttesében szerepelt.  

### A válogatottban
1972 és 1978 között 44 alkalommal szerepelt az mexikói válogatottban és 1 gólt szerzett. Tagja volt az 1977-ben CONCACAF-bajnokságot nyert válogatott keretének és részt vett az 1978-as világbajnokságon.

## Sikerei, díjai
Club América
- Mexikói bajnok (1): 1975–76
- Mexikói szuperkupa (1): 1976
- CONCACAF-bajnokok kupája (1): 1977
- Copa Interamericana (1): 1977

Club Puebla
- Mexikói bajnok (1): 1982–83

Mexikó
- CONCACAF-bajnokság győztes (1): 1977